# Brain Salad Surgery
(Keith Emerson)
Brain Salad Surgery è il quinto album, il quarto in studio, del gruppo britannico di rock progressivo Emerson, Lake & Palmer, pubblicato il 7 dicembre 1973.
Nel giugno del 2015 la rivista Rolling Stone ha collocato l'album alla dodicesima posizione dei 50 migliori album progressive di tutti i tempi.

## Composizione e registrazione
All'inizio del 1973, Emerson, Lake e Palmer fondarono la loro etichetta discografica, che chiamarono Manticore dall'omonima creatura mitologica raccontata sul loro disco Tarkus del 1971; inizialmente distribuita dalla Island, ben presto la Manticore si sganciò dall'etichetta che li aveva pubblicati in Europa fino a quel momento e, per quanto riguarda il mercato statunitense, lasciò l'appannaggio alla Atlantic per la sola distribuzione.
Diversi mesi prima, i tre avevano acquistato, in comproprietà con Chris Blackwell, un ex-cinema al 392 di North End Road, a Fulham, Londra, e lo avevano trasformato nella loro sala prove in cui, nelle pause di due lunghi tour, incominciarono a comporre nuovo materiale. Il trio aveva il proprio "covo" in galleria, mentre la platea veniva affittata ad altri gruppi. Il primo gruppo esterno ad utilizzare la sala furono i Wings di Paul McCartney nel giugno/luglio 1972.
Il secondo tour si concluse in Italia il 4 maggio 1973; subito dopo i tre incominciarono le sedute di registrazione che li videro impegnati, dapprima nei consueti studi Advision e poi agli Olympic, fino a settembre. Fra le principali linee guida del lavoro, quella di ricreare quanto più possibile un'atmosfera live, evitando quindi l'eccesso di sovraincisioni che aveva invece reso almeno metà del precedente album Trilogy impossibile da riproporre in concerto.
Durante le session il trio, oltre ai cinque titoli che compongono l'album, registrò altri tre brani:
- la title track comparve nel 1973 solo su un paio di dischi promozionali non destinati alla vendita,[10][11] quindi nel giugno 1977 fu pubblicata sul retro del 45 giri Fanfare for the Common Man;
- la jam strumentale When the Apple Blossoms Bloom in the Windmills of Your Mind, I'll Be Your Valentine divenne il lato B del singolo Jerusalem tratto dall'album;
- il brano Tiger in a Spotlight infine restò inedito fino al novembre 1977 quando, assieme agli altri due, fu incluso nell'album Works Volume 2.

Il titolo Brain Salad Surgery fu tratto da un verso della canzone Right Place, Wrong Time dell'artista bayou funk Dr. John, uscita nel febbraio del 1973, ed è un'espressione slang per indicare la fellatio.
L'album, pubblicato il 7 dicembre dalla Manticore, raggiunse la seconda posizione nelle classifiche britanniche, e la sedicesima negli U.S.A.

## I brani

### Jerusalem
L'album si apre con la rilettura rock di Jerusalem, inno patriottico-liturgico molto noto nel Regno Unito, scritto dal poeta preromantico William Blake nel 1804-1810 e musicato da Hubert Parry nel 1916. Il brano fu pubblicato anche come 45 giri per il solo mercato europeo e fu bandito dalle radio britanniche perché giudicato blasfemo.

### Toccata
Adattamento a cura di Keith Emerson del 4° movimento del Concerto N°1 per pianoforte e orchestra (1961) del compositore argentino Alberto Ginastera (1916-1983).
Emerson aveva ascoltato per la prima volta il brano di Ginastera a Los Angeles nel febbraio 1970, durante le prove e le registrazioni di uno special televisivo dal titolo: Switched-On Symphony, trasmesso dalla rete americana NBC il 14 marzo, che i Nice dividevano con altri gruppi rock come Santana e Jethro Tull, accompagnati dalla filarmonica locale diretta da Zubin Mehta. Il tastierista aveva espresso subito al pianista solista, Joao Carlos Martins, il desiderio di rielaborarlo; l'aveva quindi proposto anche a Lake e Palmer – che a loro volta ne erano entusiasti – ma il gruppo incontrò inizialmente il rifiuto da parte della società di edizione detentrice dei diritti sull'opera, Boosey & Hawkes, di concedergli l'autorizzazione a utilizzarla. Per risolvere la questione, Emerson decise di sottoporre il proprio arrangiamento direttamente all'autore, che incontrò personalmente nella sua casa di Ginevra: Ginastera si disse estasiato dall'ascolto del demo, affermò che quello di Emerson era il modo in cui egli stesso intendeva che la sua musica fosse eseguita e gli diede perciò il suo benestare, telefonando personalmente agli editori perché concedessero finalmente i diritti.
Toccata include una sezione per sole percussioni composta e arrangiata da Carl Palmer nella quale il batterista inaugurò uno dei primi sistemi di interfacciamento fra i tamburi e un sintetizzatore – realizzato appositamente per lui dal tecnico e ingegnere elettronico Nick Rose – che consentiva anche di avviare e arrestare un sequencer con singoli colpi di bacchetta, come in questo brano.

### Still... You Turn Me On
Breve ballata scritta da Greg Lake, che oltre al basso vi suona la chitarra solista e la 12 corde acustica; Emerson vi interviene alla fisarmonica e Palmer all'hammered-dulcimer, per la prima volta in un pezzo del trio. Nel testo, vagamente autobiografico, un musicista rock cerca di dissuadere una giovane fan dall'adorazione nei suoi confronti. Lake eseguiva la canzone dal vivo già dalla primavera del 1973: essa compare in un documentario girato durante la tournée europea intitolata Get Me a Ladder Tour proprio da un verso del testo: someone get me a ladder («qualcuno mi trovi una scala»).
Diversamente da altre ballate di Lake come Lucky Man o From The Beginning, il gruppo non scelse questa come singolo per l'album, sia perché l'uso della batteria è praticamente assente dalla traccia, sia perché più in generale il brano musicalmente non rappresentava il clima complessivo del disco. Il brano uscì comunque negli Stati Uniti come lato B di un singolo promozionale.

### Benny the Bouncer
Canzone scritta in collaborazione col paroliere Peter Sinfield (già nei King Crimson assieme a Lake). È Il consueto numero umoristico accompagnato da Emerson al piano honky tonk, come già Jeremy Bender da Tarkus e The Sheriff da Trilogy. Il protagonista del testo, «Benny il buttafuori» (ispirato a un possente addetto alla sicurezza che Lake vide realmente all'ingresso della Salisbury City Hall negli anni sessanta) viene fatto a pezzi con un'ascia da un balordo durante una rissa e, poiché i tentativi di ricomporlo falliscono, finisce a fare il buttafuori «per Gesù alle porte di San Pietro». Lake canta gran parte del brano con tono insolitamente rauco, imitando un ubriaco, e con un marcato accento Cockney.

### Karn Evil 9
Karn Evil 9, gioco di parole tra carnival e evil, è il titolo della suite che occupa oltre metà del disco, per una durata di quasi mezz'ora (sul vinile, era il brano di chiusura della prima facciata, e seguitava su tutta la seconda), suddivisa in tre parti o impressions di cui due cantate e una, la seconda, strumentale. Al testo dell'ultima parte collabora nuovamente Peter Sinfield.
La suite contiene il verso: welcome back my friends to the show that never ends, che introduce la seconda parte della 1st Impression e divenne una sorta di frase-immagine del gruppo dopo aver dato il titolo al triplo album dal vivo pubblicato l'anno seguente.
Il testo della prima sezione immagina un futuro distopico in cui abuso e violenza diventano forma di spettacolo, una sorta di circo sinistro, grottesco e senza fine (the show that never ends) con tanto di imbonitore che esorta ad assistere allo show (welcome back my friends..., appunto).
La sezione conclusiva, sempre a tema fantascientifico, tratta di un computer che prende il sopravvento sull'uomo che l'ha creato. Il prevalere della macchina è simbolizzato nel finale da una serie di note, che a loro volta richiamano il tema cantato, ripetute grazie a un sequencer a velocità via via crescente, per poi interrompersi bruscamente alla fine.
Karn Evil 9 è anche l'unico brano della storia del gruppo in cui Emerson abbia parti vocali, sebbene solo parlate: sua è la voce accelerata che si ode fugacemente nella 2nd Impression; mentre nel finale della 3rd Impression il tastierista interpreta il computer protagonista del testo, con la voce pesantemente filtrata attraverso il ring modulator del Moog.
Sul disco in vinile la 1st Impression era divisa in due parti, a causa dei limiti di minutaggio, con una dissolvenza alla fine del lato A su una nota di sintetizzatore che introduce e accompagna il già citato verso welcome back my friends...; le edizioni in CD posteriori al 1996 ne ripristinarono la continuità.

## La copertina
Le illustrazioni di copertina del disco sono opera dell'artista svizzero H. R. Giger (1940-2014), più tardi noto per le scenografie e gli esseri xenomorfi del film Alien di Ridley Scott (1979) che gli valsero il premio Oscar, nonché per numerose altre copertine di dischi dopo questo.

Il logo ELP ideato da H. R. Giger per la copertina di Brain Salad Surgery e impiegato dal gruppo da allora in poi.

I tre conobbero Giger grazie all'intercessione del loro promoter svizzero Peter Zumsteg, gli fecero visita nel 1973 mentre erano in tour e gli commissionarono l'artwork per il disco in cantiere sulla base di due tavole aerografate da lui già realizzate: la prima raffigurava un teschio umano incastonato fra parti meccaniche, la seconda una testa di donna con sinistre tubazioni al posto dei capelli e il volto dell'attrice svizzera Li Tobler, all'epoca amante e musa ispiratrice dell'artista.
Poiché all'epoca il titolo provvisorio dell'album era Whip Some Skull on You (espressione popolare per la fellatio, come d'altronde anche il titolo definitivo), su istruzione della band Giger aggiunse al disegno originale della donna un pene puntato verso la bocca; la casa discografica in seguito giudicò il dettaglio "osceno" e insistette affinché l'organo sessuale fosse censurato con un effetto bagliore. Alla tavola raffigurante il teschio invece il pittore aggiunse con effetto rilievo il logo circolare ELP che il trio avrebbe poi utilizzato costantemente da allora in avanti. Lo stesso Giger tempo dopo raccontò di aver riprodotto entrambi i disegni ex novo, con le modifiche concordate, in una sola notte e in un suo libro aggiunse di non aver mai ricevuto un compenso per il lavoro.
La copertina originale del disco in vinile recava sul fronte un taglio longitudinale che divideva la figura del teschio in due lembi, apribili a finestra, lasciando intero l'oblò centrale dentro il quale si intravede la bocca della donna raffigurata per intero nell'altro disegno: al disco si accedeva aprendo completamente uno dei due lembi, scoprendo così anche l'immagine sottostante del volto femminile. Il particolare dell'organo sessuale maschile, eliminato come già detto dalla tavola che raffigura la donna, rimase invece parzialmente visibile nel dettaglio riprodotto nell'oblò. La busta interna contenente il disco consisteva a sua volta in un poster pieghevole, con le foto dei tre musicisti da un lato e i testi dei brani sull'altro. La confezione fu progettata dalla Fabio Nicoli Associates, uno studio grafico con sede a Londra, che per il trio aveva già lavorato in precedenza e al quale, con prevedibile disappunto da parte di Giger, inizialmente fu accreditato il design dell'intera copertina.
Il 5 settembre 2005, le due tavole originali di Giger per Brain Salad Surgery (ELP I e ELP II, 34 x 34 cm) furono smarrite o trafugate dal camion che avrebbe dovuto riportarle in Svizzera da una mostra tenutasi a Praga. L'artista, per l'eventuale ritrovamento, offrì una taglia di 5.000 dollari su ciascuna tavola, più un week end con spese di viaggio incluse per visitare gratuitamente il "Giger Museum" sito nel castello di St. Germain a Gruyères, in Svizzera.
Negli anni duemila, l'azienda svizzera Oliver Matter produttrice di assenzio creò un'edizione del distillato chiamata «Absinthe Brevans H.R. Giger», la cui bottiglia aveva per etichetta il volto di donna disegnato da Giger per Brain Salad Surgery, virato in verde per richiamare il colore dell'assenzio (che a sua volta nell'Ottocento era detto anche "la fata verde", da cui la scelta del soggetto femminile da parte dell'azienda).

## Tracce
Lato A
1. Jerusalem – 2:44 (testo: William Blake – musica: Hubert Parry, arr. Emerson, Lake & Palmer)
2. Toccata (strumentale) – 7:22 (musica: Alberto Ginastera, arr. Keith Emerson; movimento per persussioni arr. Carl Palmer)
3. Still... You Turn Me On – 3:53 (Greg Lake)
4. Benny the Bouncer – 2:21 (testo: Lake, Peter Sinfield – musica: Emerson)
5. Karn Evil 9 1st Impression – Part 1 – 8:37 (testo: Lake – musica: Emerson)

Lato B
1. Karn Evil 9 1st Impression – Part 2 – 4:46 (testo: Lake – musica: Emerson)
2. Karn Evil 9 2nd Impression (strumentale) – 7:07 (musica: Emerson)
3. Karn Evil 9 3rd Impression – 9:13 (testo: Lake, Sinfield – musica: Emerson)

## Formazione
- Keith Emerson - tastiere
- Greg Lake - basso, chitarra, voce
- Carl Palmer - batteria, percussioni